# المقرنة (المخادر)

تعديل مصدري - تعديل

المقرنة محلة تابعة لقرية صاران، التابعة لعزلة الصفي بمديرية المخادر إحدى مديريات محافظة إب في الجمهورية اليمنية، بلغ تعداد سكانها 65 حسب تعداد اليمن لعام 2004.